# Bronson, Michigan
Bronson är en ort i Branch County i Michigan. Enligt 2010 års folkräkning hade Bronson då 2 349 invånare.